# Colobogaster seabrai
Colobogaster seabrai es una especie de escarabajo del género Colobogaster, familia Buprestidae. Fue descrita científicamente por Kogan en 1965.